# Wahlenbergia linarioides
Wahlenbergia linarioides là loài thực vật có hoa trong họ Hoa chuông. Loài này được (Lam.) A.DC. miêu tả khoa học đầu tiên năm 1830.